# 安吉莉卡·考夫曼
玛丽亚·安娜·安吉莉卡·考夫曼（英語：Maria Anna Angelika Kauffmann；1741年10月30日—1807年11月5日），皇家艺术研究院成员，通常称为 安吉莉卡·考夫曼，是一位瑞士新古典主义画家。她的职业生涯主要在伦敦和罗马度过，作为一个历史画家而被人们铭记。考夫曼是一位擅长肖像画、景观和装饰画的画家。她也是1768年在伦敦成立的皇家艺术研究院的两位女性创始人之一。

## 生平
考夫曼出生于瑞士格劳宾登州的库尔。她的家庭于1742年搬迁至莫尔贝尼奥，随后于1752年搬迁至在奥地利统治下的伦巴第大区科莫。1757，她随父亲约瑟夫·约翰·考夫曼前往奥地利福拉尔贝格州的施瓦尔岑贝格，她的父亲是那里的主教。约瑟夫·约翰·考夫曼虽然相对而言收入不高，却是一个非常有技术的奥地利壁画画家，经常因工作而旅行。在前往瑞士、奥地利以及意大利的旅行时，他教授安吉莉卡绘画并让她作为他的工作助手。安吉莉卡在语言上有着惊人的天赋，她从她母亲克莱菲亚·露茨（Cleophea Lutz）那里迅速学习并掌握了好几种语言，其中包括德语、意大利语、法语和英语。同时，她也表现出在成为一个音乐家的惊人天赋，并被迫在歌剧和艺术中作出选择。她选择了艺术，因为一个天主教神父告诉过考夫曼，歌剧院是一个危险的地方并且充满了“肮脏的人”。在她的十二岁的时候，她成为了一个著名的画家，受到了很多主教和贵族们的赏识。